# Craca e Dani Nega
Craca e Dani Nega é uma dupla musical brasileira, composta pelo produtor musical Craca Beat (Felipe Julián) e pela MC Dani Nega (Danieli Lima da Silva). Seu álbum de estreia, "Craca, Dani Nega e o Dispositivo Tralha", une música eletrônica, rap e sonoridades eletrônicas a instrumentos e ritmos tradicionais. Foi premiado como melhor álbum eletrônico na edição de 2017 do Prêmio da Música Brasileira.

## Integrantes

### Craca Beat
Craca Beat, pseudônimo de Felipe Julián, é músico, produtor musical e artista visual. Em seu trabalho, substitui instrumentos tradicionais por criações eletrônicas experimentais e protótipos. Já experimentou fazer música com joysticks de video game, gestos para webcam e interfaces MIDI caseiras. É o criador do "dispositivo Tralha", controlador musical no qual realiza diversas funções simultâneas com todos os dedos das mãos. Além do trabalho musical na dupla, Craca também cria cenas visuais reproduzidas nas apresentações da dupla, através da técnica de video mapping.

### MC Dani Nega
MC Dani Nega, Danieli Lima da Silva, é rapper e atriz, e a responsável pelos vocais e pelas letras da dupla. Em suas letras, traz como temas denúncia ao racismo, à violência contra a mulher, ao machismo. Feminista e militante do movimento negro, Dani também canta sobre temas como apropriação cultural. Já atuou em coletivos de teatro, no cinema e como apresentadora de televisão.

## Carreira
O álbum de estreia da dupla é “Craca, Dani Nega e o Dispositivo Tralha”, lançado em formato digital e CD em 2016, foi considerado um dos discos do ano pelo portal Noize e vencedor no 28º Prêmio da Música Brasileira como melhor álbum de música eletrônica. O disco está disponível para download gratuito e traz 11 músicas, entre instrumentais e canções, uma síntese da verve de ambos os artistas. Entre as faixas está o single “Sou Preto Mesmo”, primeiro lançamento da dupla, uma reflexão sobre apropriação cultural. "Papo Reto" é o "clímax político" do disco, um trip hop com uma conclamação à luta contra o machismo.